# وزنه (جواهر سوراخ‌کاری)

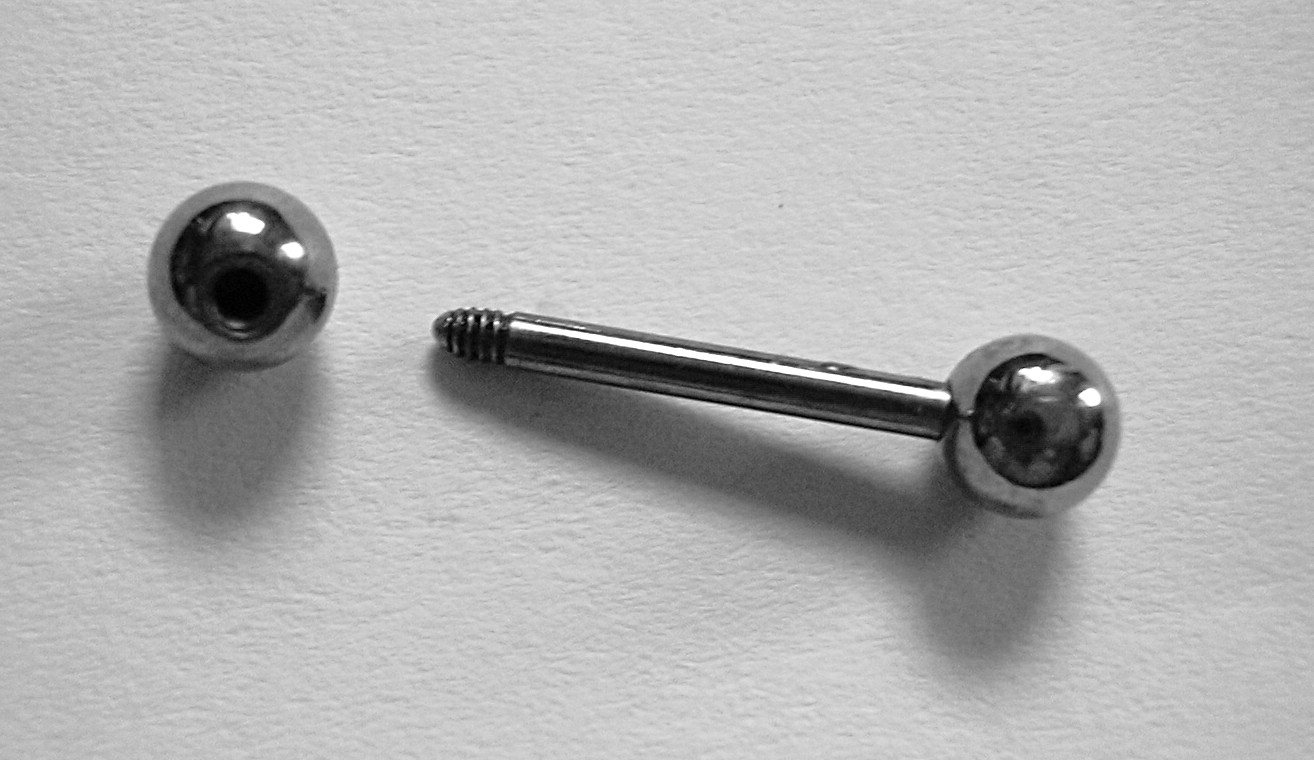
جواهر وزنه‌ای به صورت باز شده

وزنه (انگلیسی: Barbell) نوعی از جواهرات سوراخ‌کاری بدن است که از یک میلهٔ راست و دو مهره در دو سمتش تشکیل شده است. یک یا هر دوی مهره‌ها قابلیت باز و بسته شدن را دارند. البته اغلب یکی از مهره‌ها ثابت و به میله چسبانده شده است. این جواهر به نام «وزنه‌ای» نامگذاری شده است چون شکل ظاهری‌اش مانند وزنه‌ای است که در وزنه‌برداری قدرتی استفاده می‌شود.